# Phreatia alpina
Phreatia alpina är en orkidéart som beskrevs av Johannes Jacobus Smith. Phreatia alpina ingår i släktet Phreatia och familjen orkidéer. Inga underarter finns listade i Catalogue of Life.